# Magazinet

Magazinet est un journal de Norvège.
Magazinet est journal conservateur protestant qui est publié trois fois par semaine. Sa circulation journalière moyenne est 5,307 numéros.
La volonté politique du journal est d'informer la société d'un point de vue du mouvement revivaliste chrétien "Awakening Christian".

## La crise internationale des caricatures de Mahomet
Magazinet a décuplé son audience le 10 janvier 2006 quand il a été un des premiers journaux européens à republier les caricatures de Mahomet publiées le 30 septembre 2006 par le journal danois Jyllands-Posten. 
Le confidentiel journal Magazinet est donc rentré dans l'histoire au travers de la Crise internationale des caricatures de Mahomet en publiant ces caricatures.
Des attaques de bâtiments norvégiens ont suivi ces publications dans le monde.

## Position de Magazinet
Cette publication a été faite au nom de la liberté d'expression.
La Direction de Magazinet a exprimé ses "regrets" à ceux que l'initiative aurait offensés.
Le rédacteur en chef de Magazinet, Vebjoern Selbekk a déclaré par le biais du site internet du magazine qu'il regrettait si les dessins avaient offensé des musulmans.
Il a aussi préciser que la reproduction de 12 caricatures de Mahomet  n'avait "pas pour but de provoquer" et qu'elle était justifiable au nom de la liberté d'expression.
"Regretter d'avoir recouru à la liberté d'expression dans une société démocratique nuirait à nos fondements démocratiques", a-t-il affirmé.
Au 31 janvier 2006, Vebjoern Selbekk avait déjà reçu une vingtaine de menaces de mort.
Le 10 février 2006,
Vebjoern Selbekk, a répété qu'il "regrettait profondément" l'offense faite aux musulmans, indignés par les caricatures de Mahomet, sans s'être toutefois excusé pour la publication elle-même.
Le 14 février 2006, l'organisation islamiste Fondation Al-Jinnah a porté plainte contre Vebjoern Selbekk pour blasphème et pour " mise en péril de vies norvégiennes  par le fait d'avoir suscité des provocations par la publication des dessins du prophète Mahomet".

## Source
1. ↑  Mahomet caricaturé : appel à la sanction, Le Nouvel Observateur, le 31 janvier 2005.
2. ↑  Dépêche AFP 31 janvier 2005
3. ↑  Source : Nouvel Observateur du 10.02.06.